# 劉薰愛
劉薰愛（英語：Alicia Liu，1986年6月12日—），生於台灣，變性模特兒，原隸屬伊林模特兒經紀公司，後離開伊林並淡出演藝圈，轉經營直銷事業，並開設畫室授課。

## 演藝生涯
劉薰愛在2008年9月與伊林公司簽約5年，參與了百貨公司樓層秀、購物台等，並加入台灣中天電視《全民最大黨》的「梁家婦女」單元，飾演劇中的梁家小妹「Anita梁」。

## 個人生活
2009年下半年被曾就讀於平鎮高中的學弟爆料曾是男兒身，2010年1月15日下午劉薰愛召開記者會說明，之後在《時報周刊》專訪中坦承做過性別重置手術，是在十八歲那年由第二任男朋友金錢贊助所完成的。所屬的伊林公司也發表聲明表示，「伊林在與劉薰愛簽約的時候，就已經認定她是一名『女』模特兒，而且一年多來，她的工作表現，一直非常專業敬業，伊林不會在乎她的過去！」。
劉薰愛曾在節目中自爆，由於工作的關係，她經常穿著露背裝，所以內衣肩帶在此時會露出，為了美觀她就久而久之就不穿再內衣了，到最後變成習慣。

## 電視
| 年份 | 片名                     | 角色   |
| 2011 | 《智勝鮮師》             | 小愛   |
| 2013 | 《求愛365》              | Sammy  |
| 2013 | 《PMAM》                 | 曉涵   |
| 2017 | 《校花前傳之很純很曖昧》 | 阿爾法 |

## 作品

### 網劇
- 《空姐忙什麼》2019-2020

### 廣告
- 《可口可樂廣告》2008
- 《天美意》2008
- 《生死格鬥online》(綾音) 2009
- 《人力銀行劉備三顧茅廬篇》 2009
- 《emome甲蟲機》2009
- 《世界之美，盡在台東》2009

### MV
- 李玖哲〈蒼天〉
- 張星唯〈走〉
- 紅花樂團〈黑夢〉

### 助理主持
- 《齊天大勝-時尚女王》第一周周冠軍 20061118/20061230
- 《三隻小豬》早期粉領團
- 《綜藝2人傳》Smile girl 20100105
- 《國光幫幫忙》：助理（三立都會台）
- 《全民最大黨》：曾飾演梁家婦女 - 小妹 ；今飾演超激賣客 - 助理（中天電視）
- 《電玩快打》：20130105 - 代理主持

### 伊林活動
- 2009/06/04 Intel MID 產品鑒賞會
- 2009/11/01 伊林啦啦隊路跑表演

### 其他
- VIVA購物台模特兒

### 節目通告
- 綜藝大熱門
- 綜藝玩很大
- 舞力全開
- 歡樂智多星

## 外部連結
- 劉薰愛的Facebook專頁（繁體中文）
- 劉薰愛的Instagram帳戶（繁體中文）
- 劉薰愛的新浪微博（简体中文）